# Шефер, Нинель Андреевна
Нинель-Мая Андреевна Шефер (22 апреля 1925 — 9 июля 2012, Москва) — советская и российская театральная актриса, 65 лет выступавшая на сцене Центрального детского театра (РАМТа).

## Биография
Окончила Школу-студию им. В. И. Немировича-Данченко при МХАТе. С 1947 г. — в труппе Центрального детского театра (ныне — РАМТа). Выбрав для себя именно этот театр, Нинель Андреевна проработала в нём 65 лет.
Сыграла более 90 ролей самого различного жанра: Римму в «Её друзьях», Игоря в «Двух друзьях», Полиньку в «Доходном месте», Пьеро в «Золотом ключике», Элизу в «Хижине дяди Тома», Джона в «Питер Пене», Ворону в «Снежной королеве», Земляничку в «Приключениях Чипполино», Машу в «Дубровском».
В последние годы играла бабушек, учительниц и нянь (Бабушка — «Цветик-семицветик», «Сказка о четырёх близнецах» и «Снежная королева», Мать Земнухова — «Молодая гвардия», Пожилая женщина — «Барабанщица», Санитарка — «Прости меня», Нищенка — «Шутники», Жница — «Бонжур, месье Перро!», Фермерша «Маленький лорд Фаунтлерой», Женщина — «Большие надежд».
В 2002 году награждена медалью Ордена «За заслуги перед Отечеством» II степени.